# Ebersbach (Saksen)
Ebersbach/Sa. is een ortsteil van de Duitse stad Ebersbach-Neugersdorf in de deelstaat Saksen. Op 1 januari 2011 fuseerde Ebersbach/Sa. met de stad Neugersdorf tot Ebersbach-Neugersdorf.

## Geboren in Ebersbach
- Uwe Daßler (11 februari 1967), Oost-Duits zwemmer en olympisch kampioen (1988)